# Liga Colombiana de Béisbol Profesional 1981-82
La temporada de la Liga Colombiana de Béisbol Profesional 1981-82 fue la 3° edición de la segunda época de este campeonato disputada del 9 de octubre de 1981 al 23 de enero de 1982. Un total de 5 equipos participaron en la competición. 

## Novedades
Ingresó Cerveza Águila en reemplazo de Olímpica de Barranquilla accediendo a la final en su primera participación.

## Equipos participantes
| Equipo                         | Fundación | Departamento | Ciudad       | Estadio                   | Capacidad |
| Torices de Cartagena           | 1948      | Bolívar      | Cartagena    | Estadio Once de Noviembre | 12 000    |
| Indios de Cartagena            | 1948      | Bolívar      | Cartagena    | Estadio Once de Noviembre | 12 000    |
| Café Universal                 | 1980      | Atlántico    | Barranquilla | Estadio Tomás Arrieta     | 8 000     |
| Cerveza Águila de Barranquilla | 1950      | Atlántico    | Barranquilla | Estadio Tomás Arrieta     | 8 000     |
| Willard de Barranquilla        | 1953      | Atlántico    | Barranquilla | Estadio Tomás Arrieta     | 8 000     |

## Temporada regular
Cada equipo disputó un total de 56 a 60 juegos
| Pos | Equipo                         | JG | JP | JJ | AVG.  | Dif  |
| --- | ------------------------------ | -- | -- | -- | ----- | ---- |
| 1.  | Cerveza Águila de Barranquilla | 37 | 21 | 58 | 0.638 | ---  |
| 2.  | Café Universal de Barranquilla | 31 | 25 | 56 | 0.553 | 5,0  |
| 3.  | Willard de Barranquilla        | 32 | 26 | 58 | 0.552 | 5,0  |
| 4.  | Torices de Cartagena           | 26 | 30 | 56 | 0.464 | 10,0 |
| 5.  | Indios de Cartagena            | 18 | 42 | 60 | 0.300 | 20,0 |

|  | Clasificados al pre-play off |
|  | Eliminados.                  |

## Play Off
Se definió en 6 juegos.
| Pos | Equipo         | JG | JP | JJ | AVG. | Dif |
| --- | -------------- | -- | -- | -- | ---- | --- |
| 1.  | Café Universal | 4  | 2  | 6  | .667 | --- |
| 2.  | Cerveza Águila | 2  | 4  | 6  | .500 | 2   |

| Colombia                             |
| Campeón Café Universal Primer título |

## Los mejores
| Stat                     | Jugador                 | Total |
| ------------------------ | ----------------------- | ----- |
| Porcentaje de bateo (BA) | Bill Doran (CER)        | .371  |
| Hits (H)                 | Mitch Webster (WIL)     | 75    |
| Carrera impulsada (RBI)  | Joe Lanford (CAF)       | 47    |
| Carrera anotada (R)      | Eddie Jurak (WIL)       | 45    |
| Dobles (2B)              | Mitch Webster (WIL)     | 17    |
| Triples (3B)             | Alejandro Sanchez (IND) | 7     |
| Home run (HR)            | Bob Skube (CER)         | 13    |
| Robo de base (SB)        | Cliff Wherry (CER)      | 13    |

| Stat                 | Jugador           | Total         |
| -------------------- | ----------------- | ------------- |
| Juegos ganados (GAN) | Ken Pryce (CER)   | 7W-1L (0.875) |
| Efectividad (ERA)    | Ken Pryce (CER)   | 2.13          |
| Ponches (SO)         | Dennis Boyd (TOR) | 79            |